# Campeonato Paulista de Futebol de 2007 - Série A2
O Campeonato Paulista de Futebol de 2007 - Série A2 foi a 61.ª edição do campeonato equivalente ao segundo nível do futebol paulista. Disputado por 20 clubes, seu regulamento é similar aos dos anos anteriores.
Na primeira fase a Portuguesa comandada por Vágner Benazzi foi a líder da competição, com apenas três derrotas nos 19 jogos disputados.  
Além da Portuguesa também se classificaram: União São João, Rio Preto, Guarani, São José, Mirassol, Botafogo e Bandeirante.
Os rebaixados foram: Palmeiras B, Nacional, Osvaldo Cruz e Taubaté.
A campeã foi a Portuguesa que venceu o Rio Preto na final.

## Forma de disputa
- Primeira fase: Os 20 participantes jogam entre si, em turno único. As 8 equipes que mais somarem pontos nessa etapa classificam-se para a segunda fase. Os quatro últimos colocados serão rebaixados para a Série A3 de 2008.

- Segunda fase: Os 8 classificados são divididos em 2 grupos de 4 equipes. Todos se enfrentam em turno e returno. Os dois primeiros colocados de cada grupo, estarão promovidas à Série A1 de 2008, sendo que os primeiros colocados de cada grupo passam para a fase final.

- Final: Os 2 finalistas disputam entre si dois jogos finais, que estabelecem o campeão da Série A2.

## Transmissão pela TV
Os jogos foram transmitidos pela Rede Vida na televisão aberta e na ESPN Brasil na fechada.